# Passo della Scheggia
Il passo della Scheggia è situato a 632 metri sul livello del mare lungo la via Flaminia nel comune di Scheggia e Pascelupo in provincia di Perugia. Si apre come altopiano naturale nei pressi della linea di confine col territorio del comune di Cantiano, in provincia di Pesaro e Urbino.
Pur essendo al confine tra l'Umbria e le Marche, non rappresenta uno spartiacque tra il versante adriatico e quello tirrenico: collega infatti la valle del Burano (bacino del Metauro) alla valle del Sentino (bacino dell'Esino). Lo spartiacque è situato più a sud, tra Scheggia e Costacciaro, a dividere la valle del Sentino da quella del Chiascio.
Arrivando dalla direzione Roma, dopo Scheggia si incontra una lieve salita sino al passo vero e proprio, al di là del quale la strada scende rapidamente verso il confine con le Marche con qualche tornante sino ad arrivare a un ponte a botte costruito nel corso del XIX secolo interamente in pietra.
Alcuni studiosi locali sostengono che in quel luogo, un tempo si ergeva il tempio umbro e poi romano, dedicato a Giove Appennino, come è anche suggerito da alcuni bagni di epoca romana ritrovati nei pressi.